# Anomalon deletum
Anomalon deletum är en stekelart som beskrevs av Charles Thomas Brues 1910. Anomalon deletum ingår i släktet Anomalon och familjen brokparasitsteklar. Inga underarter finns listade i Catalogue of Life.